# ماوراء الرياضيات

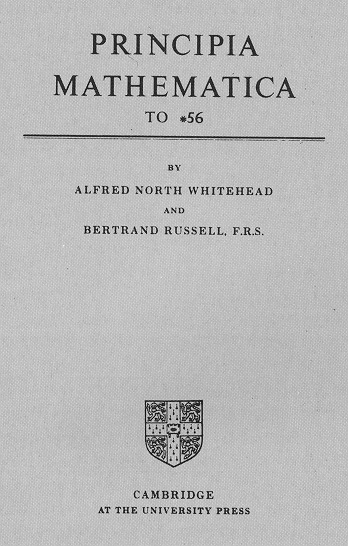

ماوراء الرياضيات (بالإنجليزية: Metamathematics)‏ هي دراسة الرياضيات نفسها باستخدام الطرق الرياضية. تنتج هذه الدراسة نظريات واصفة (بالإنجليزية: metatheories)‏، والتي هي نظريات رياضية متعلقة بنظريات رياضية أخرى. وقد مُيِّزَت النظريات الماوارء رياضية الواصفة (بالإنجليزية: Metamathematical metatheorems)‏ عن النظريات الرياضية العادية نفسها في القرن التاسع عشر للتركيز على ما سمي بعد ذلك الأزمة التأسيسية للرياضيات.
مفارقة ريتشارد (ريتشارد 1905) المتعلقة ببعض «التعريفات» للأرقام الحقيقية في اللغة الإنجليزية هي مثال على هذا النوع من التناقضات التي يمكن أن تحدث بسهولة إذا لم يُمَيَّز بين الرياضيات والماوراء رياضيات. يمكن قول نفس الشيء مفارقة راسل المعروفة (هل تستطيع المجموعة التي تحتوي كل المجموعات التي لا تحتوي نفسها أن تحتوى نفسها؟).
يستخدم أحيانا مصطلح «ماوراء الرياضيات» كمرادف لأجزاء ابتدائية معينة من المنطق الرسمي (بالإنجليزية: formal logic)‏، بما في ذلك المنطق الاقتراحي (بالإنجليزية: propositional logic)‏ والمنطق المسند (بالإنجليزية: predicate logic)‏.